# Phrynopus bufoides
Phrynopus bufoides es una especie de anfibio anuro de la familia Craugastoridae.

## Distribución geográfica
Esta especie es endémica de la región de Pasco en Perú. Habita entre los 3850 y 4100 m de altitud en la Cordillera Central.

## Publicación original
- Lehr, Lundberg & Aguilar, 2005 : Three new species of Phrynopus from central Peru (Amphibia: Anura: Leptodactylidae). Copeia, vol. 2005, n.º 3, p. 479-491.[5]